# Ulica Józefa Mianowskiego w Warszawie
Ulica Józefa Mianowskiego – ulica w warszawskiej dzielnicy Ochota.

## Historia
Została wytyczona w roku 1923 wraz z pobliskim placem Gabriela Narutowicza i półkoliście otaczającymi go przecznicami − ulicami Akademicką i Maurycego Mochnackiego. W tym samym czasie ustalono przebieg przecznic Mianowskiego – ulic Wincentego Rapackiego i Gabrieli Zapolskiej.
Jako jedna z ulic Kolonii Lubeckiego uzyskała zabudowę w latach 1924−1925, inwestorem była Spółdzielnia Budowlano-Mieszkaniowa „Kolonia Lubeckiego”. Wybudowane według projektu Teofila Wiśniowskiego domy były dwupiętrowymi, bliźniaczymi segmentami o obfitym, neoklasycystycznym detalu. Domy otrzymały od strony ulicy misterne, kute ogrodzenia, zaś na ich tyłach urządzono ogródki i zieleńce.  Przy ulicy swoje domy postawiły też inne spółdzielnie – pod numerem 15 Spółdzielnia Mieszkaniowa Inżynierów Ministerstwa Kolei; zaś pod 18 – Bank Polska Kasa Opieki.
W latach 50. na budynku nr 15 umieszczono tablicę Tchorka upamiętniająca masową egzekucję dokonaną w tym miejscu podczas powstania warszawskiego przez żołnierzy RONA.